# 五月二十五日縣 (米西奧內斯省)

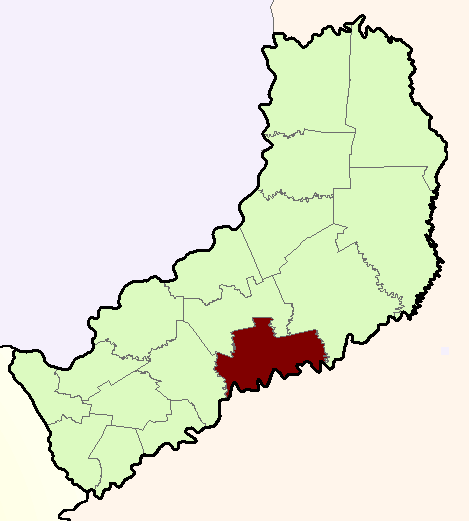

27°34′0″S 54°41′0″W / 27.56667°S 54.68333°W
五月二十五日縣（西班牙語：Departamento Veinticinco de Mayo），是阿根廷的縣份，位於該國東北部米西奧內斯省，首府設於阿爾瓦波塞，面積1,639平方公里，2010年人口27,754，人口密度每平方公里16.93人。